# شکار برای کشتن
شکار برای کشتن (به انگلیسی: Hunt to Kill) یک فیلم  ویدیویی در ژانر اکشن محصول سال ۲۰۱۰ کشور کانادا به کارگردانی کئونی واکسمن با بازی استیو آستین، گری دنیلز و اریک رابرتس می‌باشد.

## بازیگران
- استیو آستین ... جیم رودز
- ماری اوجروپولوس ... کیم رودز
- گیل بیلاز
- گری دنیلز ... جنسن
- مایکل اکلند ... گری
- اریک رابرتس ... نماینده لی دیویس
- مایکل هوگان ... لاوسون
- آدریان هولمز ... خرچنگ
- امیلی اولرپ ... دومینیکا